# Virtual Extensible LAN
Virtual eXtensible LAN (VXLAN) ist eine Netzwerk-Virtualisierungsmethode, die dazu dient, die Probleme, die in sehr großen Umgebungen durch die beschränkte Anzahl von VLANs auftreten, zu lösen. Es handelt sich bei VXLANs um MAC-basierte Layer-2-Umgebungen, die in Layer-4-UDP-Datagramme gekapselt sind. Mit VXLAN sind insgesamt 16.777.215 (24 Bit) Layer-2-Umgebungen möglich, die ihrerseits wieder jeweils 4096 VLANs beinhalten können. Das ist selbst für sehr große Hostingprovider mehr als ausreichend.
VXLAN wurde ursprünglich von Cisco Systems, VMware und Arista Networks entwickelt und von der IETF in RFC 7348 als Standard definiert. Die IANA hat VXLAN den UDP-Port 4789 zugewiesen, allerdings existieren ältere Implementierungen, die andere Ports verwenden. Der RFC schreibt daher fest, dass der Zielport konfigurierbar sein muss.

## Aufbau des Kopfdatenbereiches (VXLAN-Header)
Der VXLAN-Header befindet sich im OSI-Schichtenmodell zwischen dem originalen L2-Header und einem äußeren L4 UDP-Header.
Er umfasst 8 Byte.
Innerhalb des VXLAN Flags müssen die R bits (Reserved) auf 0 gesetzt und das I bit auf 1 gesetzt werden.
Die Reserved Felder müssen beim Senden auf 0 gesetzt und beim Empfangen ignoriert werden.
| 0                                    | 4                                    | 8                              | 12                             | 16                             |                                | 20                             | 24       | 28       | 31 Bit   |
| VXLAN Flags (R\|R\|R\|R\|I\|R\|R\|R) | VXLAN Flags (R\|R\|R\|R\|I\|R\|R\|R) | Reserved                       | Reserved                       | Reserved                       | Reserved                       | Reserved                       | Reserved | Reserved | Reserved |
| VXLAN Network Identifier (VNI)       | VXLAN Network Identifier (VNI)       | VXLAN Network Identifier (VNI) | VXLAN Network Identifier (VNI) | VXLAN Network Identifier (VNI) | VXLAN Network Identifier (VNI) | VXLAN Network Identifier (VNI) | Reserved | Reserved | Reserved |